# Iagorlîc
Iagorlîc (ros. Ягорлык, Jagorłyk; ukr. Ягорлик, Jahorłyk) – wieś w Mołdawii, w Naddniestrzu. Leży nad rzeką Jahorłyk wpadającą tu do Dniestru.
Prywatne miasto szlacheckie Jahorlik, własność Lubomirskich położone było w 1789 roku w województwie bracławskim. 

## Historia
Pierwotnie zwano je Orlik, Koniecpol(?). Do II rozbioru Polski wieś znajdowała się na granicy I Rzeczypospolitej z Turcją. Był tu należący do Jana Zamoyskiego niewielki zameczek strażniczy pilnujący granicy, który w 1583 roku zniszczył Samuel Zborowski i Niżowcy. Miejscowość znana była z tego, że odbywały się tu sądy graniczne aż do rozbiorów. W XVII wieku miasteczko było własnością Zamoyskich, po czym Joanna Barbara Zamoyska wniosła je jako wiano rodowi Koniecpolskich. W XVIII wieku własność Lubomirskich, potem Grabowskich i Ludwika Sikarda. W 1841 roku widoczny był tu 10 sążni od brzegu słup murowany z napisem „anno 1703, granica, koniec Polski”.

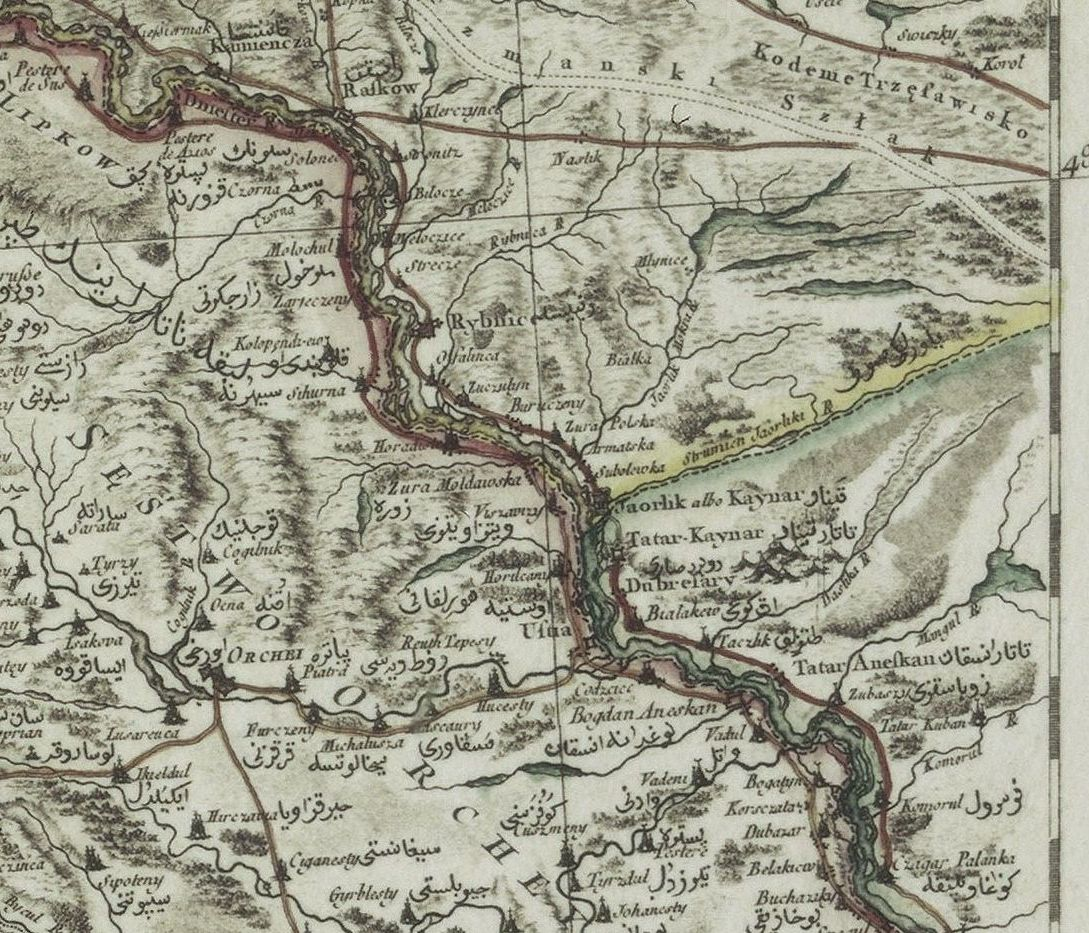
Fragment mapy Polski z 1667 z zaznaczonym miastem przygranicznym Jaorlik

Jahorlik, dawniej Orlik zwany, przy ujściu Jahorliku do Dniestru. Tu się od najdawniejszych czasów odbywały sądy graniczne. Sprawowali je urzędnicy tureccy i polscy w kwestyach granicznych mieszkańców stron obydwóch z wzajemnych napadów, szkód. Ponieważ wzdłuż rzeki Jahorliku szła granica polsko-turecka, postawiono tu więc trójgraniasty słup graniczny z napisami w językach Polskim, Tureckim, Łacińskim. Napisy się inne zatarły, najtrwalszy łaciński został. Ten słup roku 1699 postawiony zaraz po zawarciu Karłowickiego traktatu, jest jakby pomnikiem tego pokoju, który najsłodsze uczynił wrażenie i jakby portem był dla Polskiej ojczyzny. Któreż serce po tylu wiekowych pożogach nie było wzruszoném! Ten port bezpieczny, ten pokój święty tylko chwilowym był spoczynkiem, po którym na pełnem dziś morzu fale miotają rozbitym statkiem!

Historyczny Jahorlik znajdował się na południowy zachód od obecnego, w okolicach częściowo zachowanego cmentarza.